# Agrotis scruposa
Agrotis scruposa là một loài bướm đêm trong họ Noctuidae.